# 布拉日 (奥布省)
布拉日（法語：Boulages，法語發音：[bulaʒ]）是法国奥布省的一个市镇，属于塞纳河畔诺让区。

## 地理
布拉日（48°34'42"N, 3°54'54"E）面积11.54 平方千米，位于法国大東部大區奥布省，该省份为法国中北部省份，北起马恩省，西接塞纳-马恩省，西南至约讷省，东南至科多尔省，东临上马恩省。
与布拉日接壤的市镇（或旧市镇、城区）包括：奥布河畔埃特雷勒、奥布河畔隆格维尔、普朗西拉拜、库尔瑟曼、圣萨蒂南、武阿尔斯。

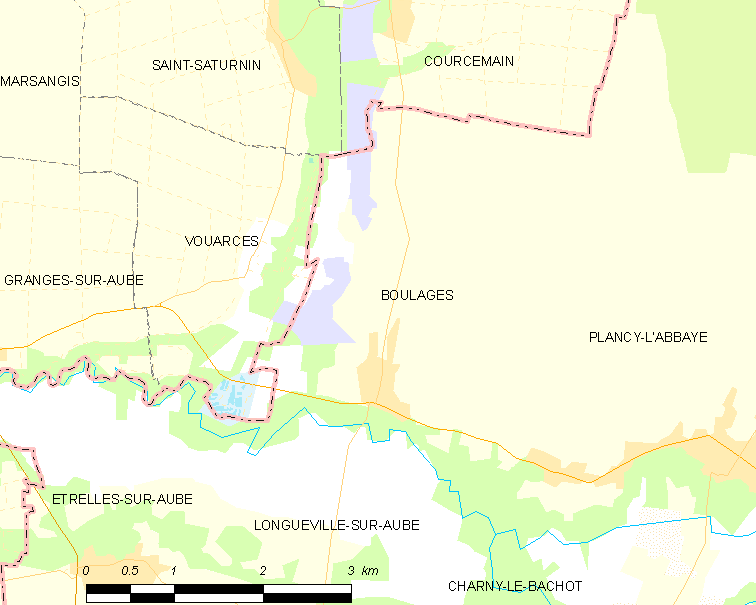
的OSM定位图

布拉日的时区为UTC+01:00、UTC+02:00（夏令时）。

## 行政
布拉日的邮政编码为10380，INSEE市镇编码为10052。

## 政治
布拉日所属的省级选区为特鲁瓦附近克勒内县。

## 人口

1962-2008年间人口变化图示

布拉日于2022年1月1日时的人口数量为227人。